# Paul Kaba Thieba
Paul Kaba Thieba (* 28. července 1959 Bobo-Dioulasso) je burkinafaský ekonom a politik, od roku 2016 je premiérem Burkiny Faso. Do funkce premiéra byl jmenován 6. ledna 2016 prezidentem Rochem Marcem Christianem Kaborém, který krátce předtím nastoupil do úřadu. Před vstupem do politiky pracoval jako ekonom u Centrální banky západoafrických států při hospodářském společenství západoafrických států.